# Pétion-Ville
Pétion-Ville, o anche erroneamente Pétionville, (in creolo haitiano: Petyonvil) è un comune di Haiti facente parte dell'arrondissement di Port-au-Prince nel dipartimento dell'Ovest.